# Comuna Viktoria, Pîreatîn
Viktoria (în ucraineană Вікторія) este o comună în raionul Pîreatîn, regiunea Poltava, Ucraina, formată din satele Arhemivka și Viktoria (reședința).

## Demografie
Componența lingvistică a comunei Viktoria
     Ucraineană (97,19%)
     Rusă (2,37%)
     Alte limbi (0,18%)
Conform recensământului din 2001, majoritatea populației comunei Viktoria era vorbitoare de ucraineană (97,19%), existând în minoritate și vorbitori de rusă (2,37%).